# Rösjön, Lappland
Rösjön är en sjö i Dorotea kommun i Lappland och ingår i Ångermanälvens huvudavrinningsområde. Sjön har en area på 0,133 kvadratkilometer och ligger 431 meter över havet.

## Delavrinningsområde
Rösjön ingår i det delavrinningsområde (714994-150161) som SMHI kallar för Mynnar i Näsån. Medelhöjden är 379 meter över havet och ytan är 63,84 kvadratkilometer. Räknas de 2 avrinningsområdena uppströms in blir den ackumulerade arean 86,35 kvadratkilometer. Onbäcken som avvattnar avrinningsområdet har biflödesordning 4, vilket innebär att vattnet flödar genom totalt 4 vattendrag innan det når havet efter 235 kilometer. Avrinningsområdet består mestadels av skog (93 procent). Avrinningsområdet har 0,13 kvadratkilometer vattenytor vilket ger det en sjöprocent på 0,2 procent.